# Franz von der Trenck
Barone Franz von der Trenck (Reggio Calabria, 1º gennaio 1711 – Brno, 4 ottobre 1749) è stato un militare austriaco, ufficiale dell'esercito imperiale, appartenente alla nobile famiglia Trenck; era cugino di Friedrich Freiherr von der Trenck.
Trenck nacque in una famiglia di militari il 1º gennaio 1711 a Reggio Calabria, dove suo padre Johann Heinrich von der Trenck prestava servizio come ufficiale austriaco, mentre la madre era una Kettler von Hargatten di Curlandia. Sebbene nato in Italia, Trenk era in realtà un prussiano con cittadinanza austriaca, e con grandi tenute in Croazia, più precisamente in Slavonia. Trascorse la sua infanzia principalmente in Italia, Croazia e Ungheria, il che non era insolito poiché il lavoro di suo padre richiedeva frequenti trasferimenti. Fu istruito dai gesuiti a Ödenburg.
Trenck entrò nell'esercito imperiale nel 1728 e divenne alfiere nel reggimento del conte Niccolò Palffy, Gran Palatino del Regno d'Ungheria, ma si dimise in disgrazia tre anni dopo e decise di vivere pacificamente a Požega, in Slavonia. Si sposò e visse nella sua tenuta per alcuni anni. Alla morte della moglie di peste nera del 1737, propose al maresciallo conte von Seckendorff di arruolare quattromila uomini per il corpo irregolare di panduri per una spedizione contro i turchi in Bosnia, ma questa offerta fu rifiutata, dopo di che entrò nell'esercito imperiale russo come mercenario. In Russia conobbe e fece amicizia con Ernst Gideon von Laudon. Ma dopo aver prestato servizio contro turchi e tartari durante la guerra russo-turca per un breve periodo come capitano e maggiore di cavalleria fu accusato di cattiva condotta, brutalità e disobbedienza e condannato a morte. Nonostante mostrasse insubordinazione, aveva guadagnato popolarità per aver sfidato un ordine di ritirata. La sua condanna fu commutata dal feldmaresciallo von Münnich in degradazione e reclusione.
Dopo un po' Trenck tornò in Austria, dove suo padre era governatore di una piccola fortezza, ma lì entrò in conflitto con tutti e prese effettivamente rifugio in un convento a Vienna . Il principe Carlo Alessandro di Lorena, interessandosi di questo strano uomo, ottenne per lui un'amnistia e una commissione in un corpo di irregolari. In questo comando, oltre alla sua solita truculenza e cattive maniere, mostrò un notevole coraggio personale, e nonostante l'antipatia generale in cui i suoi vizi lo portarono, i suoi servizi erano così preziosi che fu promosso a tenente colonnello (1743) e colonnello (1744).
Trenck si guadagnò la maggior parte della sua fama durante la guerra di successione austriaca, come leader e colonnello di un'unità di mille panduri, o truppe paramilitari dell'esercito austriaco specializzato in guerra di frontiera, tattiche di guerriglia e azioni mordi e fuggi a sorpresa, in cui reclutò per lo più mercenari croati, combattenti esperti della frontiera militare austro-ottomana. I panduri di Trenck divennero presto famigerati per le atrocità che commettevano sulla popolazione civile, azioni ritenute brutali anche per gli standard del tempo.
Quando scoppiò la guerra di successione austriaca Trenck radunò volontari e marciò per Vienna per assistere Maria Teresa d'Austria. Mentre erano a Vienna, i panduri di Trenck marciarono per le strade prima di invadere la Prussia, gridando il loro motto di guerra "Vivat Pandaur" (1764). Il corpo militare costituì l'avanguardia  dell'esercito imperiale e nella battaglia di Soor lui e i suoi irregolari si abbandonarono a saccheggi quando avrebbero dovuto combattere e Trenck fu accusato di aver permesso al re di Prussia in persona di fuggire.
Dopo qualche tempo fu portato davanti a una corte marziale a Vienna, che lo condannò per aver venduto e ritirato commissioni ai suoi ufficiali senza il permesso dell'imperatrice, per aver punito i suoi uomini senza tener conto del codice militare e per aver prelevato stipendio e indennità per uomini fittizi. Spesso era concesso molto ad un ufficiale irregolare sotto tutti questi aspetti, ma Trenck aveva superato di gran lunga i limiti ammessi e soprattutto le sue brutalità e rapine lo avevano fatto detestare in tutta l'Austria e la Slesia. Seguì una condanna a morte, ma la composizione della corte marziale e il suo procedimento si ritenne fossero stati tali da impedire fin dal primo momento un giusto processo, anche se la maggior parte degli storici moderni ritiene che la sentenza fosse corretta. Tuttavia, le preoccupazioni per la forma apparentemente arbitraria del procedimento fecero sì che alla fine la sentenza fu commutata dall'imperatrice in una sentenza di cassazione e di reclusione a vita. Il resto della sua vita lo trascorse in una mite prigionia nella fortezza dello Spielberg (in ceco: Špilberk) a Brno, dove morì il 4 ottobre 1749. Nel suo ultimo testamento lasciò la somma di 30.000 fiorini alla piccola città di Marienburg che era stata saccheggiata, bruciata e raso al suolo dalle sue truppe. Dopo la sua morte i suoi Panduri furono organizzati come guardie di frontiera al comando del Feldmaresciallo Lasczy.
I resti mummificati di Trenck possono essere visitati in mostra nella cripta del Convento dei Cappuccini di Brno.

## Citazioni letterarie
Nel suo noto romanzo di successo, Le avventure di Huckleberry Finn, Mark Twain cita, attraverso le lodi del co-protagonista Tom Sawyer, le imprese del barone Trenck, come uno degli eroi più furbi e avventurosi dei suoi tempi (Novara, Armando Curcio Editore, Istituto Geografico de Agostini, 1982, pag.232).